# Grigore Răban
Grigore Răban (n. 4 octombrie 1941) este un fost deputat român în legislatura 1992-1996, ales în județul Vâlcea. Până în februarie 1995, Răban a făcut parte din Partidul Socialist al Muncii iar apoi a fost un deputat neafiliat. În cadrul activității sale parlamentare, Grigore Răban a fost membru în grupurile parlamentare de prietenie cu Japonia și Coasta de Fildeș. 